# 片町線
片町線（日语：／ Katamachi sen */?）是一條連結京都府木津川市的木津站至大阪府大阪市都島區的京橋站，屬於西日本旅客鐵道（JR西日本）的鐵路線（幹線）。1988年3月13日設定「學研都市線」的䁥稱，以後漸漸減少了「片町線」的使用。除此以外，此線還有通稱城東貨物線的神崎川信號場－吹田貨物總站間與正覺寺信號場－平野站間的貨物支線。
此條目除特別註名正式路線名稱外，東海道本線的尼崎站至三之宮方向稱作「JR神戶線」，福知山線路段（尼崎站－篠山口站間）稱作「JR寶塚線」，關西本線（久寶寺站－奈良站間、奈良站－木津站間）稱作「大和路線」。

## 概要
片町線是JR西日本的都市網路的一部份。片町線途徑生駒山地的北端，是前往大阪府北河內地域，京都府南部大片住宅地，大阪、神户方向的通勤、通学路線。正如其昵稱（学研都市線），片町线也是前往關西文化學術研究都市（田邊地區）的交通路線。路線代表色是黄緑色（■）。選擇理由是因為「聯想到今後的年輕力量」。
路線名稱的由來是因為該線的終點曾是片町車站，不過片町站由於JR東西線開業而改為該線的大阪城北詰站且被廢止，終點改為京橋車站。片町車站雖然被廢止，但正式的路線名稱并沒有變更。路線名由来的站名被廢止也未曾更改路線名的例子還有近鐵八王子線。
片町線是關西日本國有鐵道（國鐵）線中最早電氣化的區間，可以說是關西國電的發祥路線。另外也是國鐵路線中繼武藏野線之後，西日本地區首個使用驗票閘門的路線。
片町線全部的客運路段都是旅客營業規則中所規定的大都市近郊區間中的「大阪近郊區間」，長尾站－京橋站路段是電車特定區間，其票價比區間外要便宜。全線也都是IC儲值車票「ICOCA」的近畿圈使用地域。
全線由JR西日本近畿統括本部管轄。

### 城東貨物線客運化

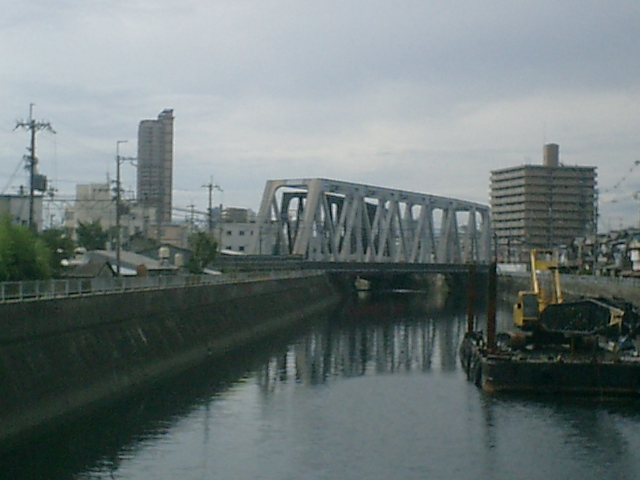
自放出車站至森之宮電車區放出派出所的鐵橋。也連接著大阪東線久寶寺
方向

日本貨物鐵道（JR貨物）于城東貨物線上運行有貨運列車，其中鴫野車站 - 吹田車站附近區間由第三部門公司大阪外環狀鐵道進行客運線化施工，線路名稱是大阪東線。2008年3月15日，曾是城東貨物線的一部份的放出車站 - 久宝寺車站區間先行開業。當時預計于2006年度開業的新大阪站 - 放出車站區間，因收購用地遇到困難而延遲，最終于2019年3月16日開業。

### 路線資料
- 路線距離（營業距離）：
  - 西日本旅客鐵道（第一種鐵道事業者）：
    - 木津站－京橋站間 44.8公里
    - 神崎川信號場－吹田貨物總站間 3.7公里
    - 正覺寺信號場－平野站間 1.5公里

  - 日本貨物鐵道（第二種鐵道事業者）：
    - 德庵站－鴫野站間（3.4公里）
    - 神崎川信號場－吹田貨物總站間（3.7公里）
    - 正覺寺信號場－平野站間（1.5公里）
- 軌距：1067毫米
- 站數：24個（包括起終點站，貨物支線除外）
  - 若只限屬於片町線的車站，排除屬於關西本線的木津站與屬於大阪環狀線的京橋站[1]則為22個。
- 複線路段：松井山手站－京橋站間
- 電氣化路段：全線（直流1500V）
- 閉塞方式
  - 木津站－JR三山木站間：自動閉塞式（特殊）
  - JR三山木站－京橋站間：自動閉塞式
- 保安裝置：ATS-P（據點P方式）與ATS-SW
- 運轉指令所（日语：運転指令所）：大阪綜合指令所（日语：大阪総合指令所）
- 列車運行管理系統（日语：列車運行管理システム）
  - 正覺寺信號場－平野站間 大阪環狀、大和路線運行管理系統（日语：アーバンネットワーク運行管理システム）（SUNTRAS）
  - 木津站－京橋站間 JR寶塚、JR東西、學研都市線運行管理系統（日语：アーバンネットワーク運行管理システム）（SUNTRAS）
- 最高速度：110公里/小時
- 保線區：
  - 木津站－星田站間 大和路線保線區
  - 星田站－京橋站間 天王寺保線區

全線屬於JR西日本近畿統括本部管轄。

## 沿線概況

### 木津車站 - 松井山手車站區間
在京都府內，線路沿生駒山地的東側至北側前進，幾乎全部區間都是單線。由於關西文化學術研究都市位於其沿線，近年乘客數有所增加。
起点木津站位於京都府的最南部木津川市，片町線（学研都市線）的列車只使用車站的1號月台。出木津站后，列車向左急轉彎，在住宅地之中穿行，并進入西木津車站，之後右轉彎，穿過近畿日本鐵道京都線并和近鐵線平行一段距離之後，進入精華町并到達關西文化學術研究都市的玄關祝園車站。經過下狛車站后進入京田邊市，之後列車逐漸沿近鐵西大寺檢車区宮津車庫行駛，經過JR三山木車站、之後到達距離同志社大學京田邊校區最近的車站同志社前車站，在跨過天井川后到達京田邊車站。2010年3月12日之前，由於在京田邊站全部列車都要進行增解結，因此京田邊站以南曾只能實施4輛編成運行。
出京田邊后再度跨過天井川，在和京奈和自動車道的交叉處有大住車站，之後隨著住宅逐漸增多，列車左右轉彎并進入地下站松井山手車站。松井山手車站是線內最新建好的車站，因車站附近的新市鎮開發而開業。自松井山手車站開始，片町線為複線，京橋方向開來的列車大多都在這個站返回。跨過第二京阪道路后，片町線進入大阪府。

### 松井山手車站 - 京橋車站區間
在大阪府內，直到四條畷附近，線路沿生駒山地的北側自西側鋪設，并改變方向向西前進。進入大阪府枚方市后很快就是長尾車站、藤阪車站。進入交野市，過第二京阪道路右轉，就是和京阪電氣鐵道交野線的換乘車站河內磐船車站，之後是高架車站星田車站。下高架之前進入寢屋川市，到達地下站東寢屋川車站后，住宅區再次增多。進入四條畷市內后是高架車站忍丘車站和地下站四條畷車站。四條畷綻的所在地並不是四條畷市而是大東市。
之後的野崎車站是距離野崎觀音最近的車站。右轉彎跨過恩智川后是高架車站住道車站，進入東大阪市后是鴻池新田車站，跨過近畿自動車道、大阪中央環狀線是德庵車站。過德庵站后線路右轉彎，進入大阪市。終點是京橋車站。另外除了部份列車之外，大多數列車都直通運行至JR東西線。

## 運行形態
直到1989年3月11日木津車站 - 長尾車站區間電氣化之前，片町線在長尾車站分為不同的運行系統，木津車站 - 長尾車站區間由柴聯車運行。另外，当時在木津站 - 長尾站區間的柴聯車列車和關西本線龜山車站 - 奈良車站區間的列車為共通2輛編成運行。
JR東西線開業後，兩條線路實施了一體的運行形態，實施了直通福知山線（JR宝塚線）宝塚方向及東海道本線、山陽本線（JR神戶線）神戶方向的直通運行。除了普通和快速以外，早晚還有區間快速運行。
全列車均為7輛編成運行。2010年3月12日之前均在京田邊車站進行車輛的增解結，京田邊車站 - 同志社前車站、木津車站間為4輛編成運行。207系的量產車為4輛編成和3輛編成就是考慮到這一情況而運用的。
2022年3月12日時刻表修改後，運行形態如下。
| 種別＼車站名稱 | 木津 | …   | 同志社前 | 同志社前 | …   | 四條畷 | 四條畷 | …   | 京橋 |
| -------------- | ---- | --- | -------- | -------- | --- | ------ | ------ | --- | ---- |
| 區間快速       | 1班  | 1班 | 1班      | 4班      | 4班 | 4班    | 4班    | 4班 | 4班  |
| 普通           |      |     |          |          |     |        | 4班    | 4班 | 4班  |

### 定期列車

#### 快速
於長尾車站 - 京橋車站區間為快速列車，在木津車站 - 長尾車站區間各車站停車。
週一至週五晨間高峰時段和深夜約20分間隔運行一班列車。週一至週五晨間高峰時段下行四條畷車站→京橋車站區間，加上區間快速，每隔6 - 13分運行一班列車，全部列車直通運行至福知山線（JR宝塚線）宝塚方向。
2015年3月13日或之前平日每小時京橋車站 - 同志社前車站區間平均運行4班列車（約15分間隔）、同志社前車站 - 木津車站區間運行2班列車（約30分間隔）。這各時間段列車運行至JR宝塚線塚口車站之後返程。深夜有2班經由木津站運行至關西本線（大和路線）開往奈良的列車。晨間有一班經由木津車站運行至大和路線，奈良發開往新三田行的列車，這班列車在奈良線快速並不停車的平城山車站停車。2015年3月14日起平日日中快速列車被降格為區間快速，快速列車只會於早晚繁忙時間以及晚間至深夜時段橫行。

#### 區間快速
京橋車站 - 四條畷車站區間有快速列車運行，于四條畷車站 - 木津車站間各車站停車。
開往京橋方向的下行列車于清晨和晨間高峰時及週六和休息日的午前運行，開往京田邊、木津方向的上行列車于傍晚高峰時段和深夜運行。清晨有從奈良車站、木津車站始發的列車。晨間高峰時段多為京田邊車站、松井山手車站始發的列車。傍晚高峰時段開往京田邊的列車間隔約30分，深夜22時各有一班開往同志社前和開往木津的列車，23時各有一班開往京田邊和兩班開往松井山手的列車。上行開往木津方向的列車于尼崎站由快速改為區間快速，下行開往尼崎方向的列車于京橋站由區間快速改為普通。
2015年3月14日起，原先於平日日中運行的快速被降格為區間快速，自此平日每小時京橋車站 - 同志社前車站區間平均運行4班列車（約15分間隔）、同志社前車站 - 木津車站區間運行2班列車（約30分間隔）。這各時間段列車運行至JR宝塚線塚口車站之後返程。
2022年3月12日起，削減平日日中運行同志社前車站 - 木津車站至每小時1班間隔，與未電氣化時期相若的服務水平。

#### 普通
於全區間各車站停車。大部份列車經JR東西線直通運行至JR神戶線，或者至JR寶塚線。

### 停駛列車

#### 直通快速
自大阪東線部分開業的2008年3月15日開始，于奈良車站 - 尼崎車站區間，早晚開行經由關西本線（大和路線）、大阪東線的直通快速列車。晨間有4班奈良開往尼崎的列車，傍晚有4班尼崎開往奈良的列車。過往直通快速曾使用223系6000番台3門8輛編成，但從2011年3月12日起，因為JR東西線北新地車站安裝月台幕門，傍晚開往奈良的列車開始改用4門7輛編成的207系或321系。
2019年3月16日，隨著大阪東線新大阪駅 - 放出駅間得開通，全列車改為新大阪為起訖站，並廢止該線與JR東西線的直通運行。

### 臨時列車
都市網路除了部份線區和區間外，于每年最后一天至元旦實施徹夜運行。片町線于京田邊車站 - 京橋車站之間實施徹夜運行，其中京田邊車站 - 四條畷車站區間約60分間隔，四條畷車站 - 京橋車站間約30分間隔運行，直通運行至JR東西線。2001年度之前，于松井山手車站 - 京橋車站區間約60分間隔運行。
目前片町線內除了上述的徹夜運行的列車以外，沒有臨時列車運行。1997年度曾有快速「萬葉 Leisure 號」于新三田車站 - 奈良車站往返運行（新三田車站 - 木津車站間是定期列車），2000年和2001年曾有快速「神戶 Seaside Leisure 號」于四條畷車站 - 西明石車站間往返運行。

### 女性專用車
片町線于毎日首班車至末班車將所有列車自木津的3號車廂（321系為5號車）設為女性專用車。并設有對象車廂及乘車位置和女性專用車的介紹標誌。另外，在時刻表被打亂時，有時不設女性專用車。
片町線于2002年7月1日開始實驗性導入于平日的始發至9時到達京橋站的下行列車的最後部車廂設為女性專用車，同年10月1日開始正式導入。之後在同年12月7日，開往木津方面的列車也開始設置女性專用車，平日的17時至21時的時間段也開始設置女性專用車。
自2011年4月18日起，在每日自首班車至末班車均設有女性專用車。

## 使用車輛

### 現行車輛
運行的全部列車均為電聯車。
- 207系

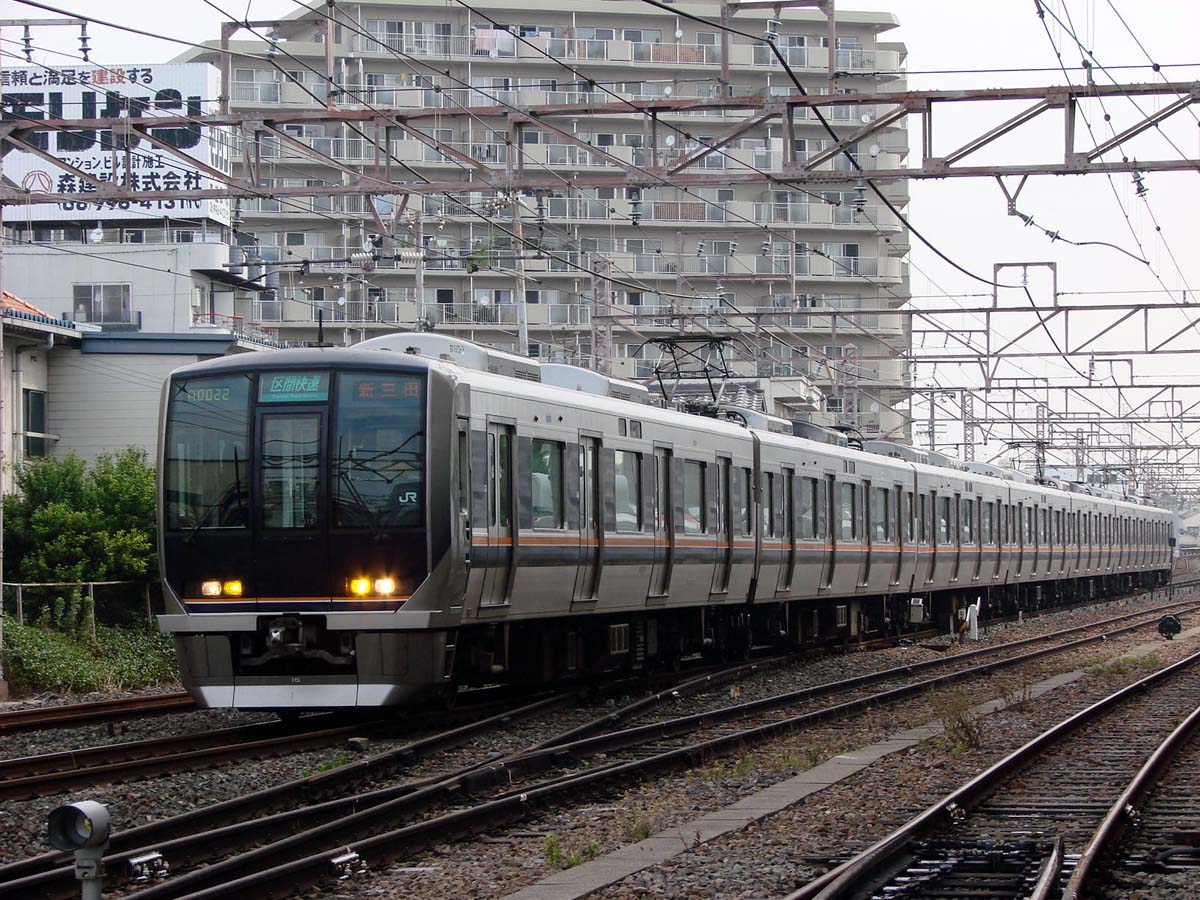
321系

  - 均所屬于網干綜合車輛所，配置在該所的明石支所[10]。
  - 于1991年4月30日開始在片町線投入使用。
- 321系
  - 所屬于網干綜合車輛所，配置在該所的明石支所。2008年3月14日開始在片町線（学研都市線）投入使用。

### 退役列車
- 電力動車組
  - 101系
  - 103系
  - 72系
  - 51系
  - 40系
  - 223系6000番台
- 柴聯車
  - Kiha58系
  - Kiha45系
  - Kiha40系
  - Kiha35系Kiha58系柴油動車組
  - Kiha20系
  - Kiha10系
  - Kiha41000型

## 車站列表
- 站名 … ◇：貨物處理站（沒有定期貨物列車發着），：特定都區市內制度下「大阪市內」地域車站
- 停靠站
  - 普通…停靠所有車站
  - 區間快速、快速、直通快速…●的車站停靠，｜的車站通過
- 軌道 … ∥：複線路段，◇、｜：單線路段（◇可進行列車交會），∧：此起往下是複線
- 車站編號自2018年3月起引入[11]

| 車站編號 | 中文站名   | 日文站名 | 英文站名 | 站間營業距離 | 累計營業距離 | 區間快速 | 快速 | 接續路線 | 軌道 | 所在地 | 所在地        |
| -------- | ---------- | -------- | -------- | ------------ | ------------ | -------- | ---- | --- | ---- | ------ | ------------- |
| JR-H18   | 木津       |          |          | -            | 0.0          | ●        | ●    | 西日本旅客鐵道： 關西本線（大和路線、早晚一部分列車直通）、 奈良線                                                         | ｜   | 京都府 | 木津川市      |
| JR-H19   | 西木津     |          |          | 2.2          | 2.2          | ●        | ●    | | ｜   | 京都府 | 木津川市      |
| JR-H20   | 祝園       |          |          | 2.9          | 5.1          | ●        | ●    | 近畿日本鐵道： 京都線 …新祝園                                                                                              | ◇    | 京都府 | 相樂郡 精華町 |
| JR-H21   | 下狛       |          |          | 2.3          | 7.4          | ●        | ●    | | ｜   | 京都府 | 相樂郡 精華町 |
| JR-H22   | JR三山木   |          |          | 2.0          | 9.4          | ●        | ●    | | ◇    | 京都府 | 京田邊市      |
| JR-H23   | 同志社前   |          |          | 1.1          | 10.5         | ●        | ●    | | ｜   | 京都府 | 京田邊市      |
| JR-H24   | 京田邊     |          |          | 1.9          | 12.4         | ●        | ●    | 近畿日本鐵道： 京都線 …新田邊                                                                                              | ◇    | 京都府 | 京田邊市      |
| JR-H25   | 大住       |          |          | 2.1          | 14.5         | ●        | ●    | | ◇    | 京都府 | 京田邊市      |
| JR-H26   | 松井山手   |          |          | 2.5          | 17.0         | ●        | ●    | | ∧    | 京都府 | 京田邊市      |
| JR-H27   | 長尾       |          |          | 1.6          | 18.6         | ●        | ●    | | ∥    | 大阪府 | 枚方市        |
| JR-H28   | 藤阪       |          |          | 1.6          | 20.2         | ●        | ｜   | | ∥    | 大阪府 | 枚方市        |
| JR-H29   | 津田       |          |          | 1.6          | 21.8         | ●        | ｜   | | ∥    | 大阪府 | 枚方市        |
| JR-H30   | 河內磐船   |          |          | 3.2          | 25.0         | ●        | ●    | 京阪電氣鐵道： 交野線 …河內森                                                                                              | ∥    | 大阪府 | 交野市        |
| JR-H31   | 星田       |          |          | 2.1          | 27.1         | ●        | ●    | | ∥    | 大阪府 | 交野市        |
| JR-H32   | 寢屋川公園 |          |          | 1.7          | 28.8         | ●        | ｜   | | ∥    | 大阪府 | 寢屋川市      |
| JR-H33   | 忍丘       |          |          | 1.3          | 30.1         | ●        | ｜   | | ∥    | 大阪府 | 四條畷市      |
| JR-H34   | 四條畷     |          |          | 1.9          | 32.0         | ●        | ●    | | ∥    | 大阪府 | 大東市        |
| JR-H35   | 野崎       |          |          | 1.3          | 33.3         | ｜       | ｜   | | ∥    | 大阪府 | 大東市        |
| JR-H36   | 住道       |          |          | 2.2          | 35.5         | ●        | ●    | | ∥    | 大阪府 | 大東市        |
| JR-H37   | 鴻池新田   |          |          | 2.4          | 37.9         | ｜       | ｜   | | ∥    | 大阪府 | 東大阪市      |
| JR-H38   | 德庵◇      |          |          | 1.9          | 39.8         | ｜       | ｜   | | ∥    | 大阪府 | 東大阪市      |
| JR-H39   | 放出       |          |          | 1.8          | 41.6         | ●        | ●    | 西日本旅客鐵道： 大阪東線                                                                                                  | ∥    | 大阪府 | 大阪市 鶴見區 |
| JR-H40   | 鴫野       |          |          | 1.6          | 43.2         | ｜       | ｜   | 西日本旅客鐵道：大阪東線 大阪市高速電氣軌道： 今里筋線                                                                     | ∥    | 大阪府 | 大阪市 城東區 |
| JR-H41   | 京橋       |          |          | 1.6          | 44.8         | ●        | ●    | 西日本旅客鐵道： JR東西線（除一部列車外直通運行）、 大阪環狀線 京阪電氣鐵道： 京阪本線 大阪市高速電氣軌道： 長堀鶴見綠地線 | ∥    | 大阪府 | 大阪市 城東區 |

祝園車站、同志社前車站、大住車站、松井山手車站、藤阪車站、津田車站、東寢屋川車站是JR西日本交通服務的業務委託站，西木津站、下狛站、JR三山木站是無人站，其他車站是JR西日本的直營站。

### 貨運支線（城東貨物線）
- 所有車站、信號場都位於大阪府內。
- 巽信號場在1985年3月14日廢除，都島信號場在1984年2月10日廢除，千里信號場在1932年7月8日廢除。
- 放出站在1987年4月1日國鐵分割民營化以前往吹田方向是登記上的分岔點。民營化的同時分岔點改為鴫野站。
- 吹田站至2012年10月8日為止是登記上的終點。該日起終點改為吹田貨物總站。

|                   | 中文站名           | 日文站名 | 營業距離 | 接續路線                                                                    | 所在地         |
| ----------------- | ------------------ | -------- | -------- | --------------------------------------------------------------------------- | -------------- |
| 城東貨物 南聯絡線 | 正覺寺信號場       |          | 0.0      | 西日本旅客鐵道：大阪東線                                                    | 大阪市平野區   |
| 城東貨物 南聯絡線 | 平野               |          | 1.5      | 西日本旅客鐵道：關西本線 日本貨物鐵道：關西本線貨物支線（百濟貨物總站方向） | 大阪市平野區   |
| 城東貨物 北連絡線 | 神崎川信號場       |          | 0.0      | 西日本旅客鐵道：大阪東線                                                    | 大阪市東淀川区 |
| 城東貨物 北連絡線 | 千里信號場         |          | 1.8      |                                                                             |                |
| 城東貨物 北連絡線 | （吹田）           |          | 2.2      | 西日本旅客鐵道：東海道本線（本線）                                          | 吹田市         |
| 城東貨物 北連絡線 | （貨）吹田貨物總站 |          | 3.7      | 西日本旅客鐵道：東海道本線（本線、北方貨物線、梅田貨物線、大阪總站線）      | 吹田市         |

### 廢除路段
括弧內的數值是起點起計的距離。
2019年3月16日廢除路段
（放出駅 -） 鴫野 (0.0) - 巽信号場 (1.3) - 都島信號場 (4.1) - 神崎川信号場 (6.9)
2008年3月15日廢除路段
放出站（0.0）－蛇草信號場（4.8）－舊龍華操車場（9.6）－八尾站（10.4）
1997年3月8日廢除路段
京橋站（0.0）－片町站（0.5）
1982年11月15日廢除路段
放出站（0.0）－鴫野站（1.6）－（貨）淀川站（4.8）
（貨）淀川站（0.0）－巽信號場（2.2）－都島信號場（5.0）－千里信號場（9.6）－吹田站（10.0）
- 淀川電車區出入區至1985年3月14日為止軌道仍然存續。放出站－鴫野站間、巽信號場－吹田站間與現存路段重複。千里信號場在1932年7月8日廢除。

1961年4月25日廢除路段
京橋站（0.0）－（貨）淀川站（1.8）
- 自大阪環狀線分岔。淀川電車區出入區至1985年3月14日為止路線仍然存續。

廢除時期不明
放出站－（寢屋川聯絡所）－中野町信號場－櫻之宮站
- 1913年11月15日開設的非營業聯絡線代替該日廢除途經網島站的路線，廢除時期不明。京橋站－淀川站間的貨物線建設了上跨此路線的軌道。

1913年11月15日廢除路段（櫻之宮線）
放出站（0.00）－寢屋川聯絡所（2.3）－網島站（3.86）－櫻之宮站（4.99）
1907年8月21日廢除路段
加茂站（0.0）－新木津站（6.12）

### 廢站
括弧內是木津站起計的營業距離。廢除路段的車站除外。
- 新木津站：1907年降格為給炭所，1911年廢除，木津站－西木津站間（約0.6）
- 東住道臨時乘降場：1948年頃廢除，野崎站－住道站間
- 新喜多站：1916年廢除，鴫野站－京橋站間（約44.0）